# Muricella decipiens
Muricella decipiens is een zachte koraalsoort uit de familie Acanthogorgiidae. De koraalsoort komt uit het geslacht Muricella. Muricella decipiens werd in 1924 voor het eerst wetenschappelijk beschreven door Kükenthal. 